# Gribskov Kommune

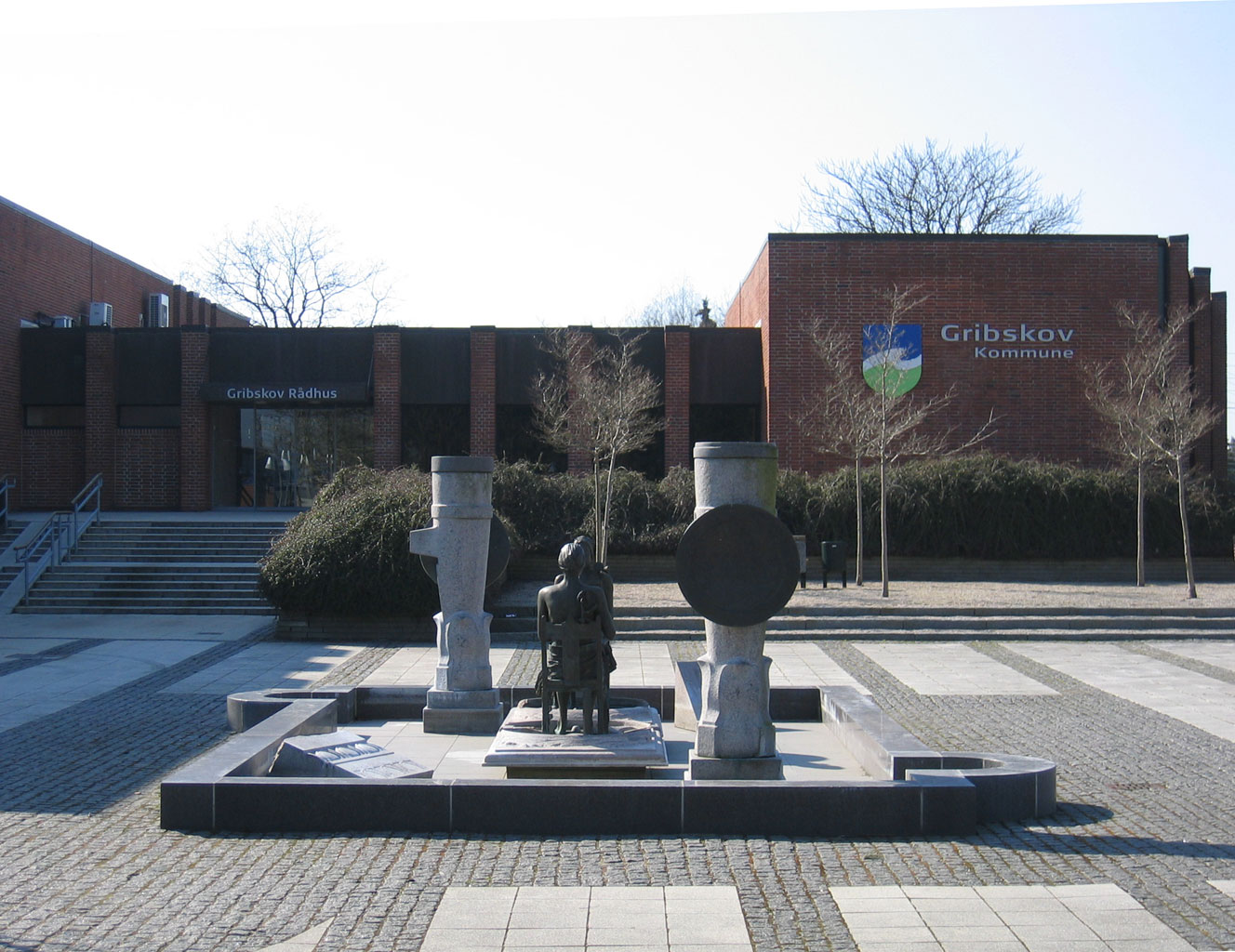
Rathaus der Kommune

Gribskov Kommune [ˈgʀibsgɔu̯ʔ] ist eine dänische Kommune in der Region Hovedstaden.
Die Kommune erstreckt sich auf einer Fläche von 279,50 km² bei einer Gesamtbevölkerung von 41.547 Einwohnern (Stand 1. Januar 2023).
Die Kommune wurde im Zuge der Kommunalreform am 1. Januar 2007 gegründet und besteht aus den früheren Kommunen Græsted-Gilleleje und Helsinge im Frederiksborg Amt. Sie ist die nördlichste Kommune der Region Hovedstaden und grenzt im Norden an das Kattegat, im Osten an die Helsingør Kommune, im Südosten an die Fredensborg Kommune, im Süden an die Hillerød Kommune und im Südwesten an den Arresø und an die Halsnæs Kommune.

## Politik
Bürgermeister der Kommune war bis zum 31. Dezember 2009 Jannich Petersen von der liberalen Venstre-Partei. Er wurde am ersten Januar 2010 von Jan Ferdinandsen von den Konservativen abgelöst. Ihm folgte ab 2018 der parteilose Anders Gerner Frost. Seit 2022 ist Bent Hansen von der Partei Venstre  Bürgermeister.

## Kirchspielsgemeinden und Ortschaften in der Kommune
Auf dem Gemeindegebiet liegen die folgenden Kirchspielsgemeinden (dän.: Sogn) und Ortschaften mit über 200 Einwohnern (byer nach Definition der dänischen Statistikbehörde), bei einer eingetragenen Einwohnerzahl von Null hatte der Ort in der Vergangenheit mehr als 200 Einwohner.

Geschützte Denkmäler in der Gribskov Kommune
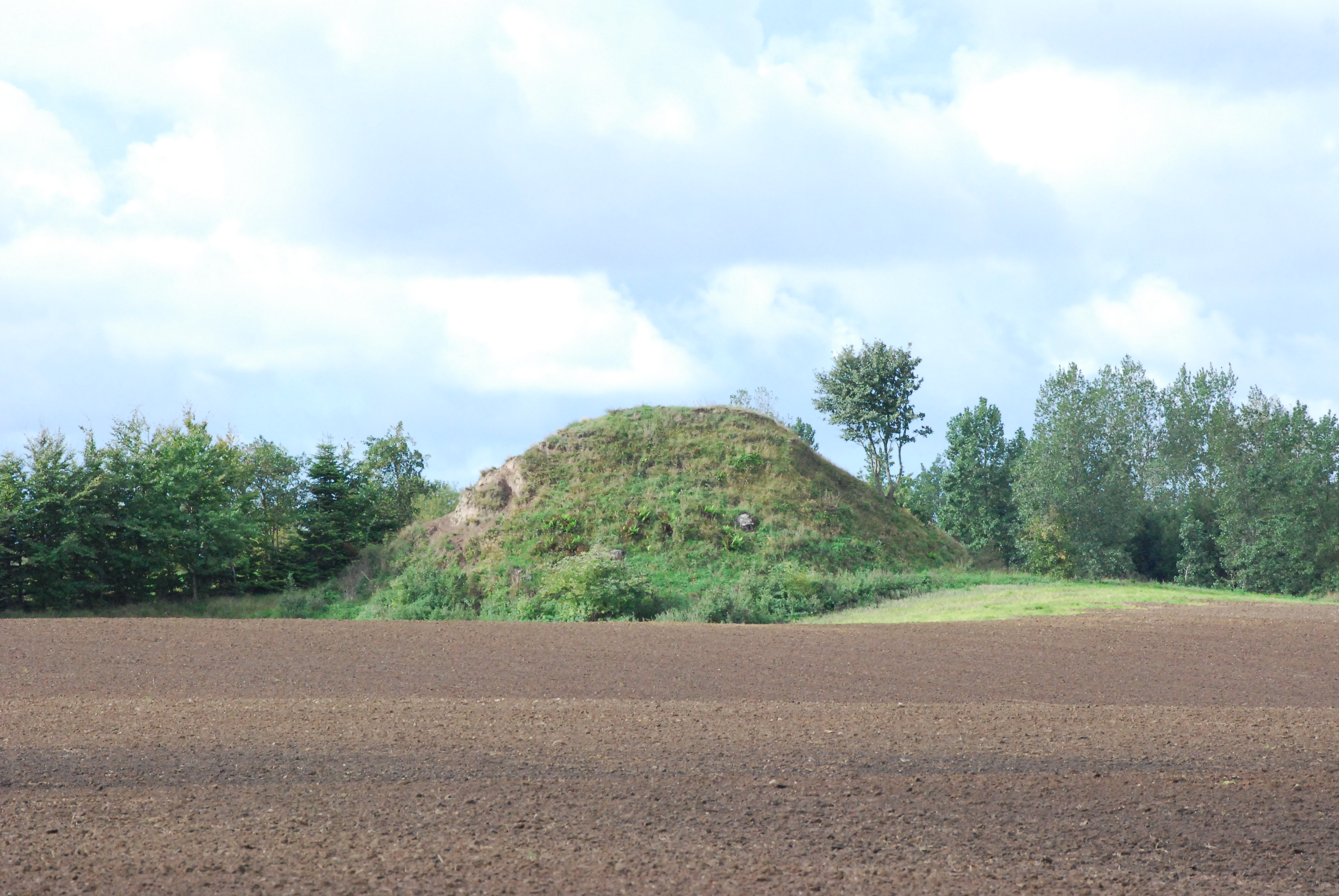
Bavnehøj
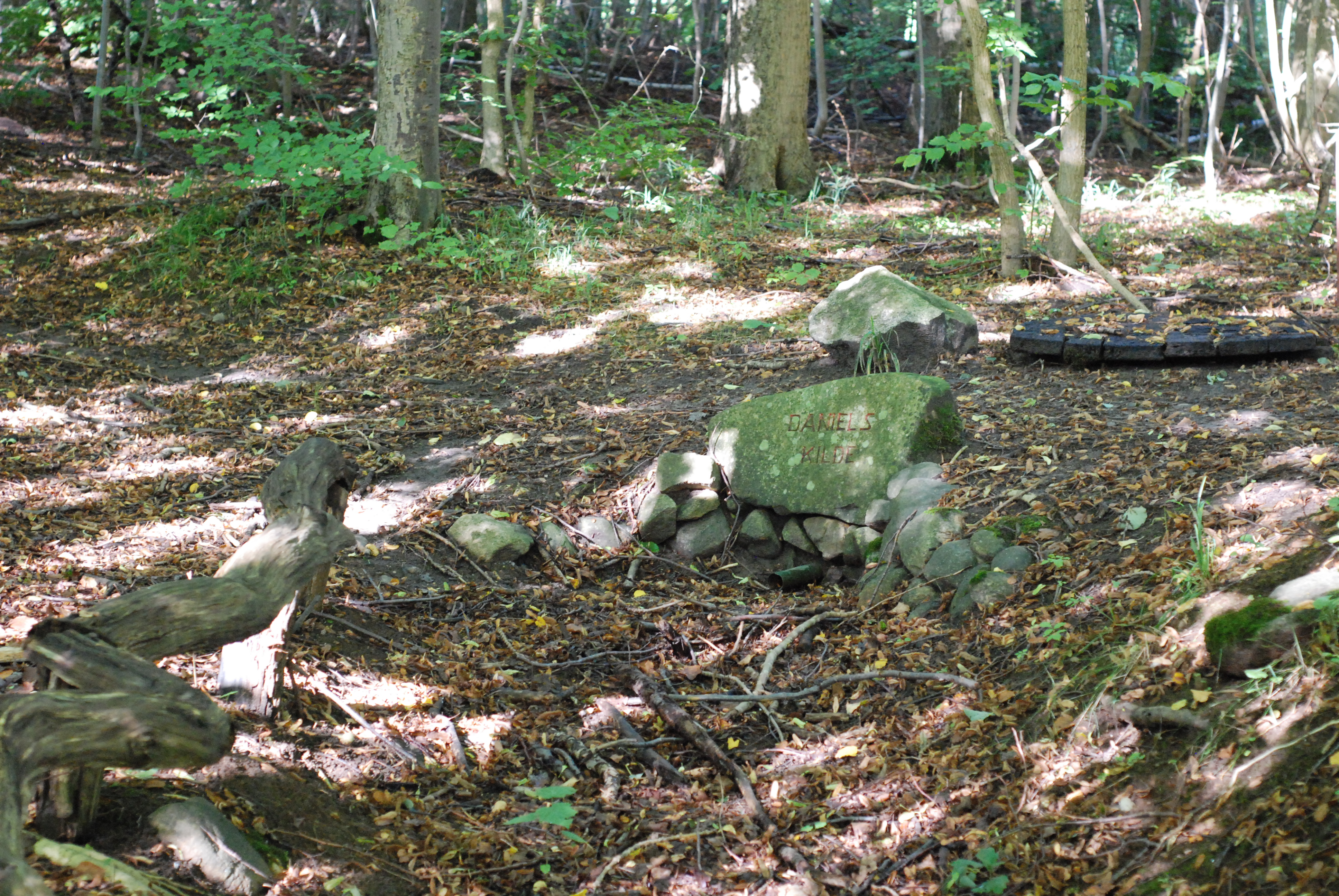
Daniels Kilde
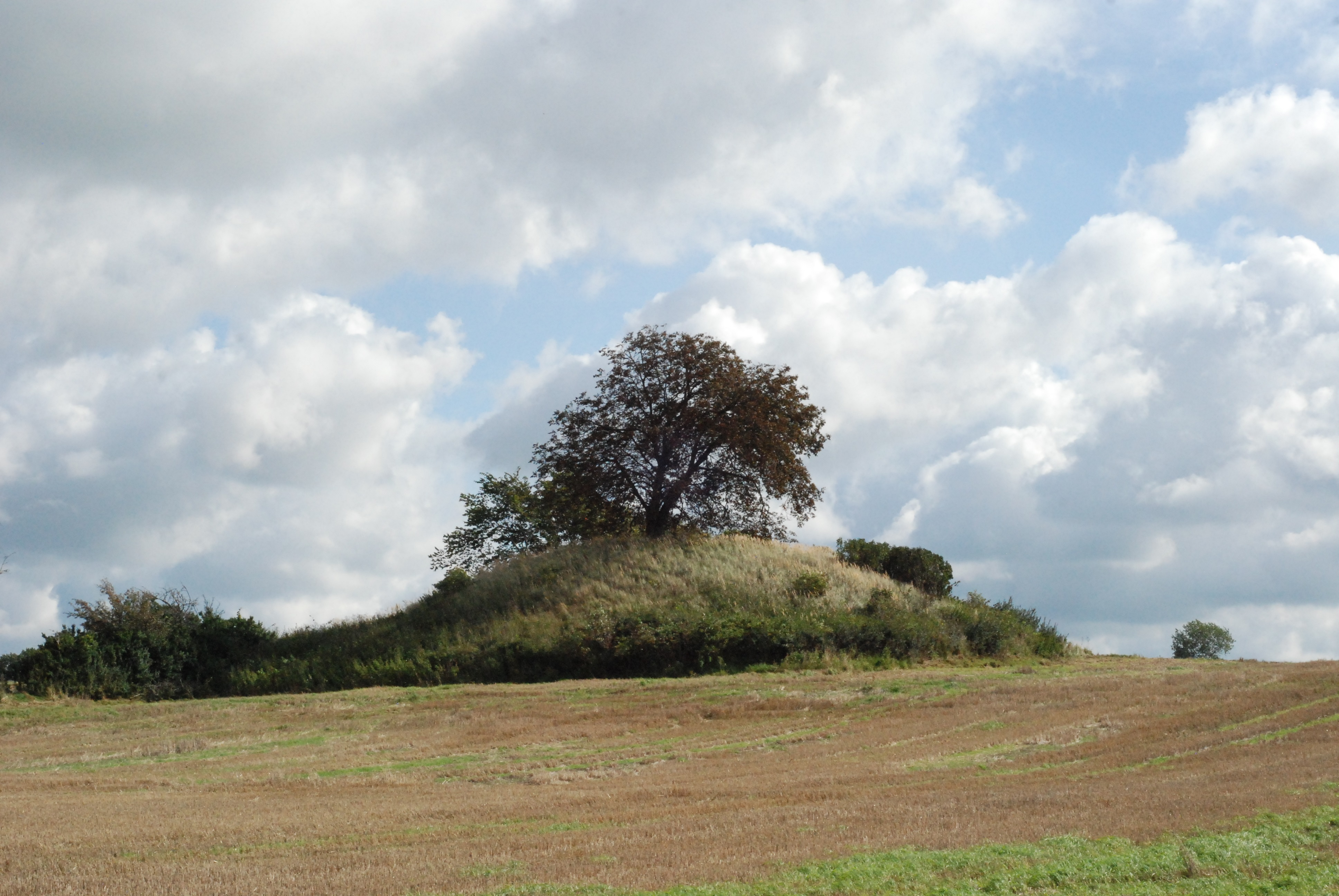
Embedshøj
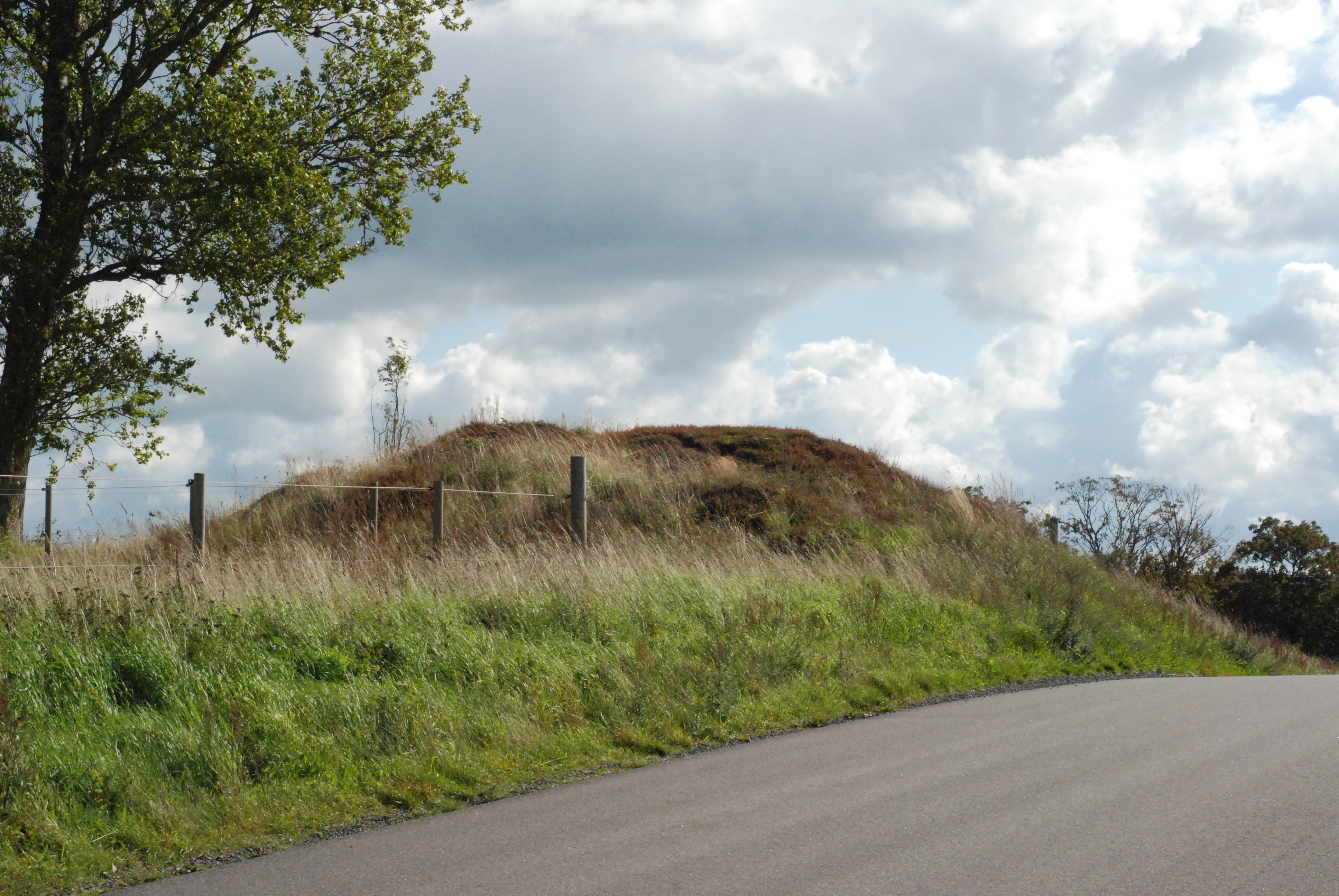
Gadehøj
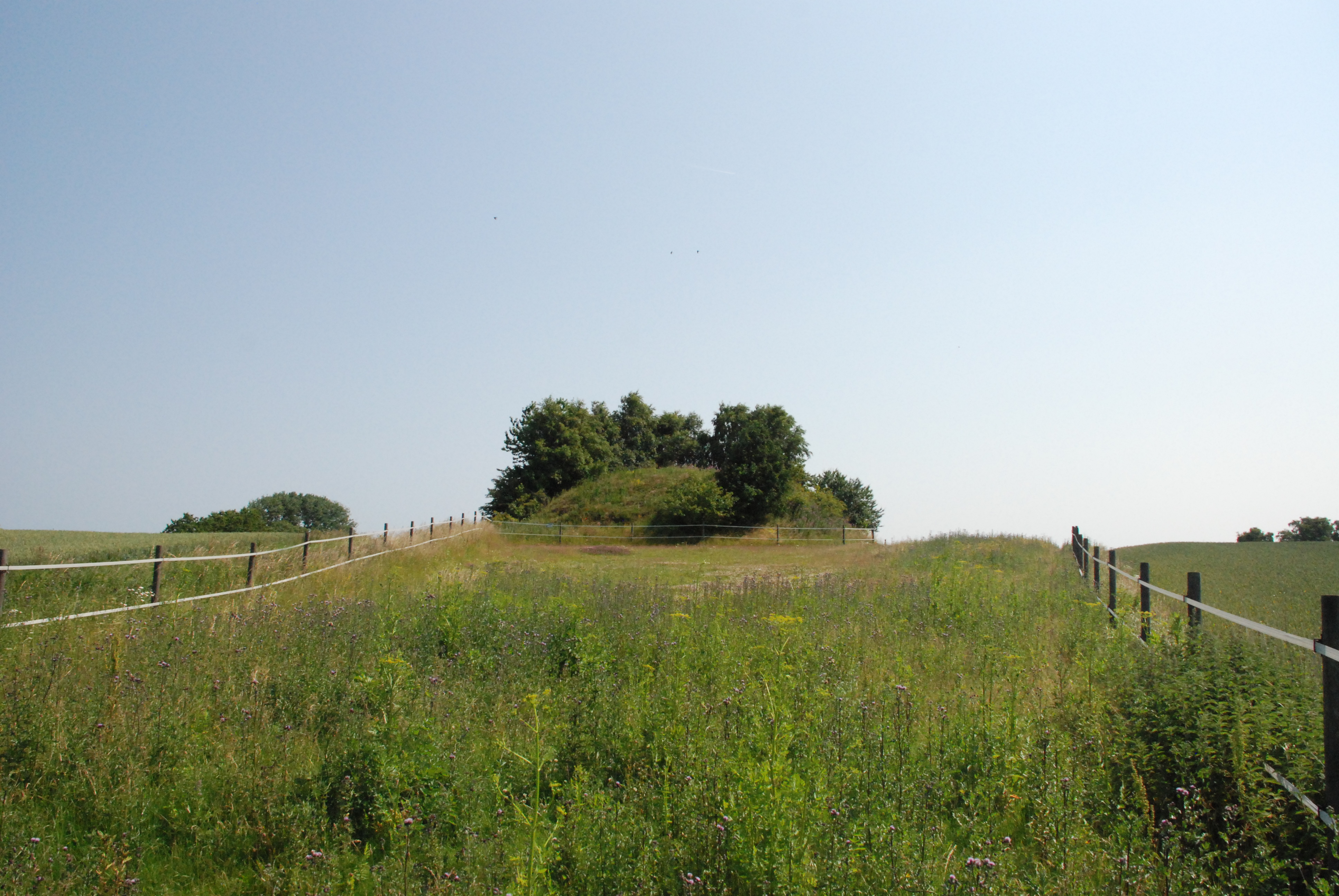
Handskehøj
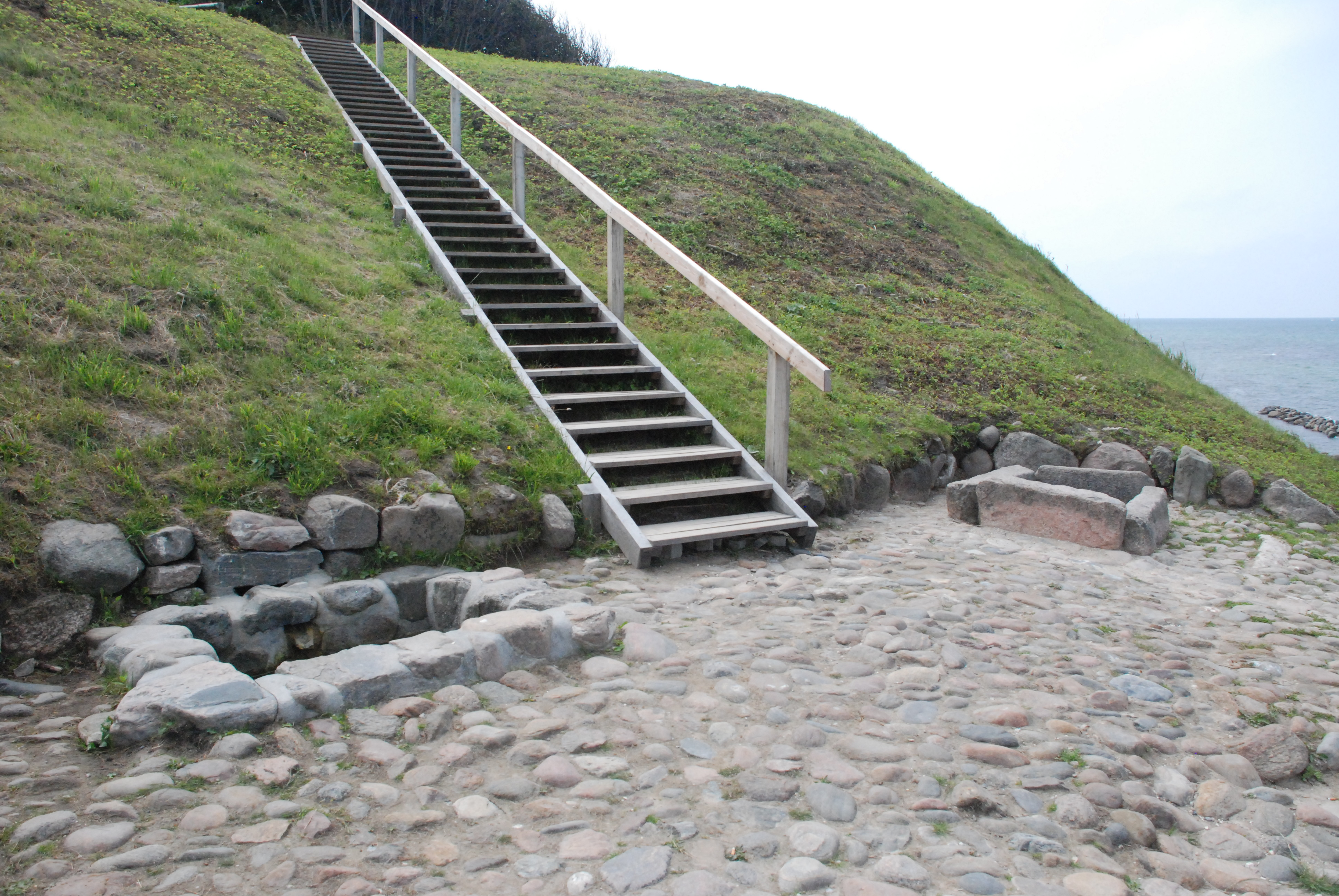
Helene Kilde
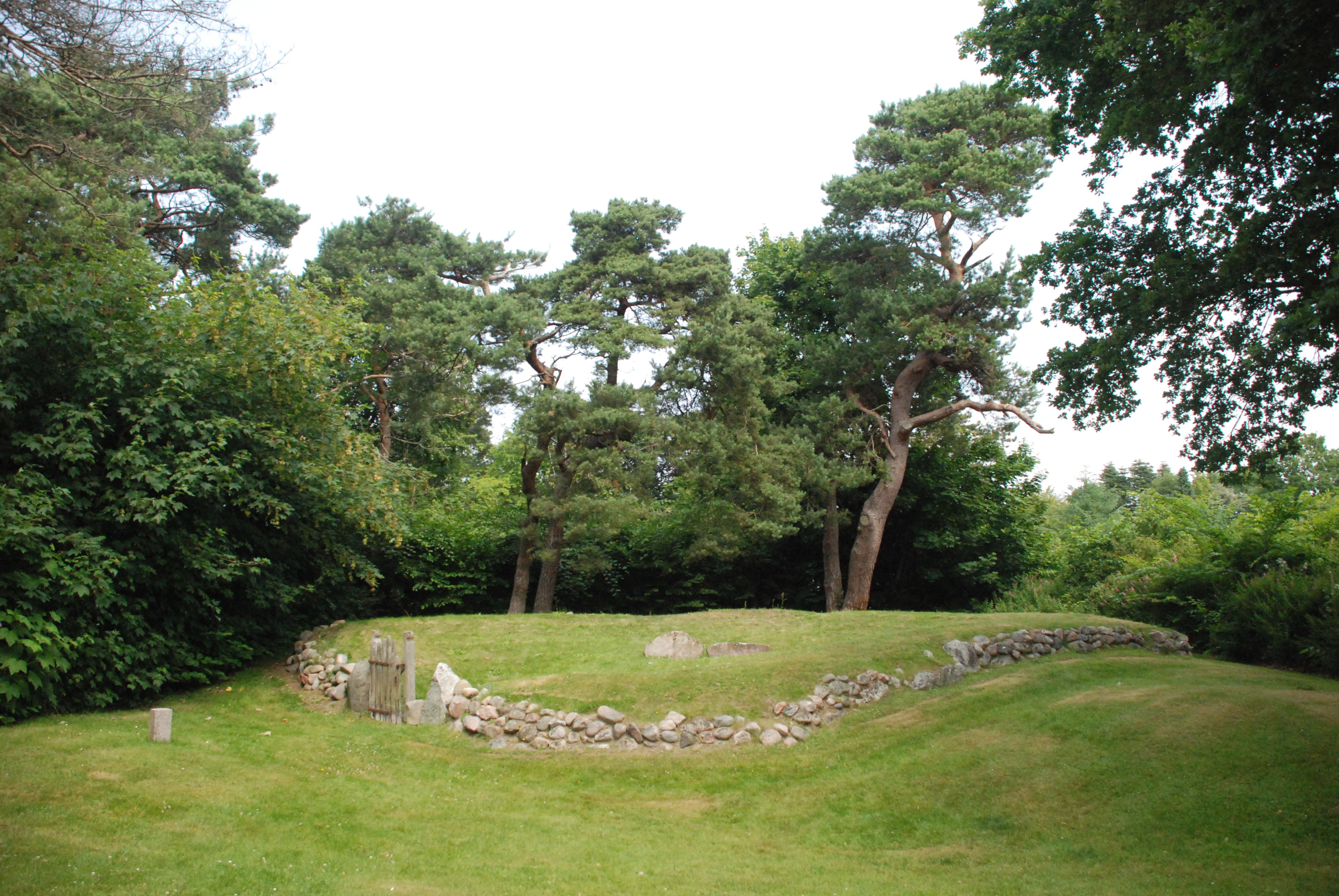
Helenes Grav
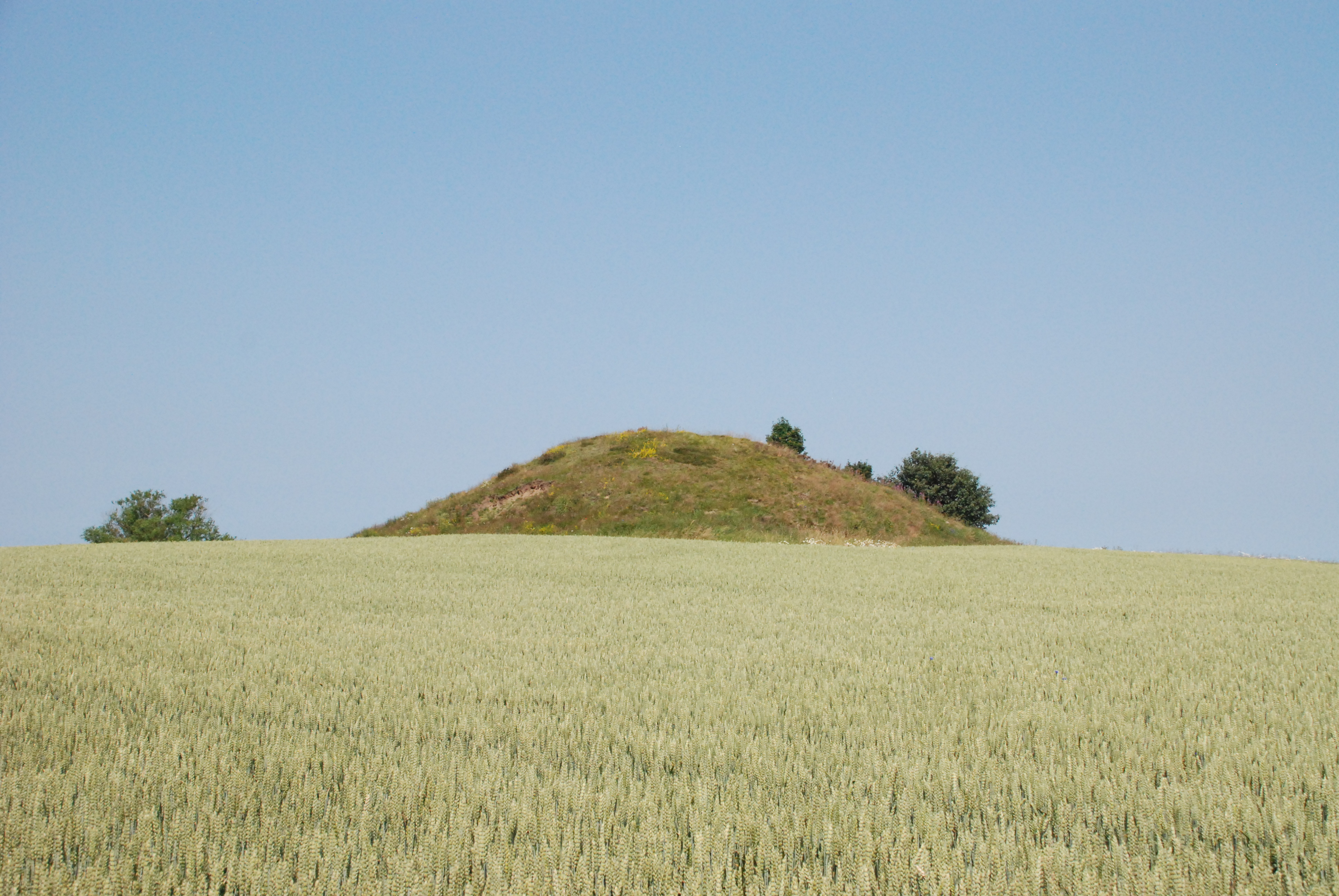
Hyrdehøj
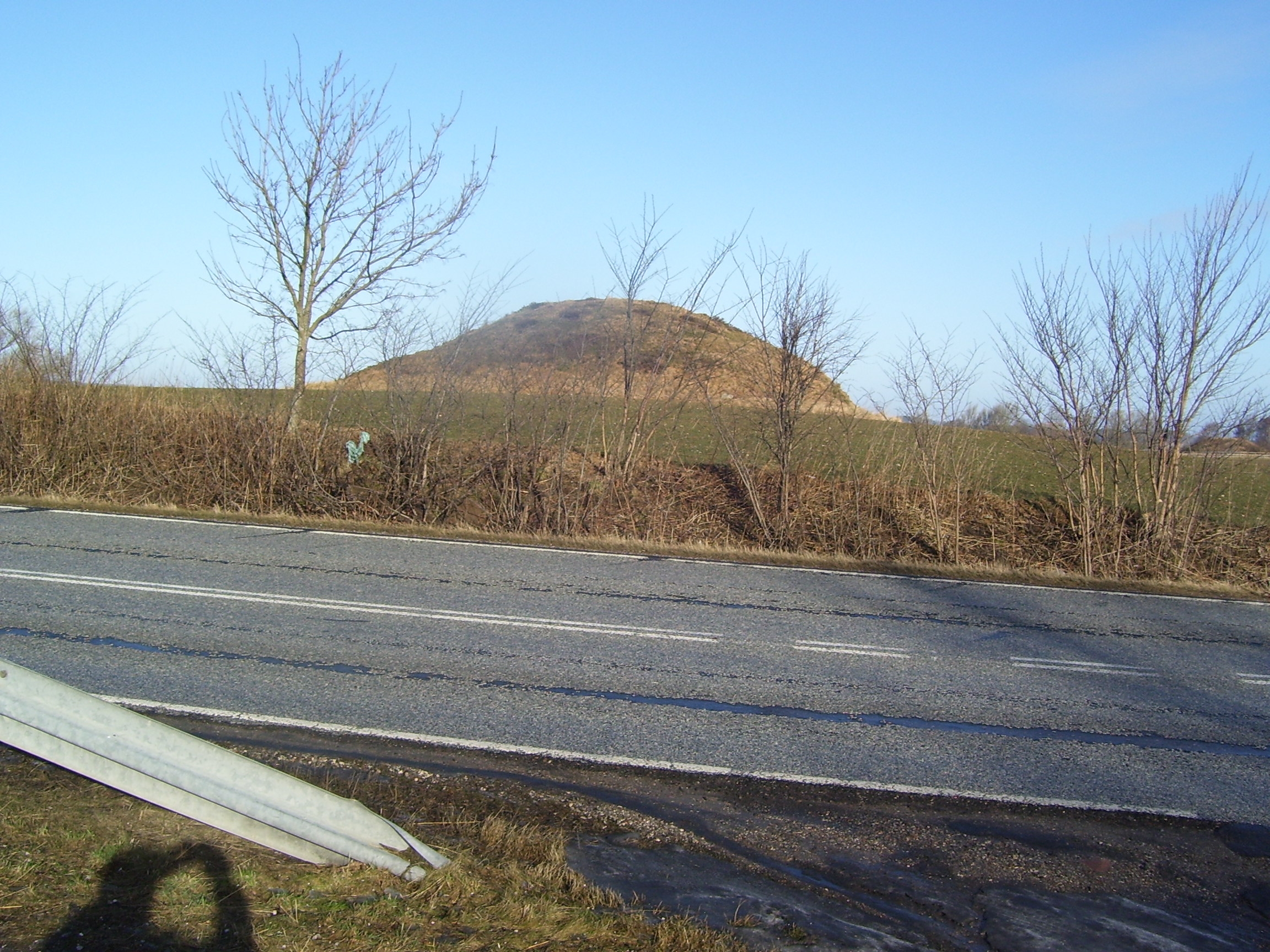
Hyrdehøj (Ramlose)
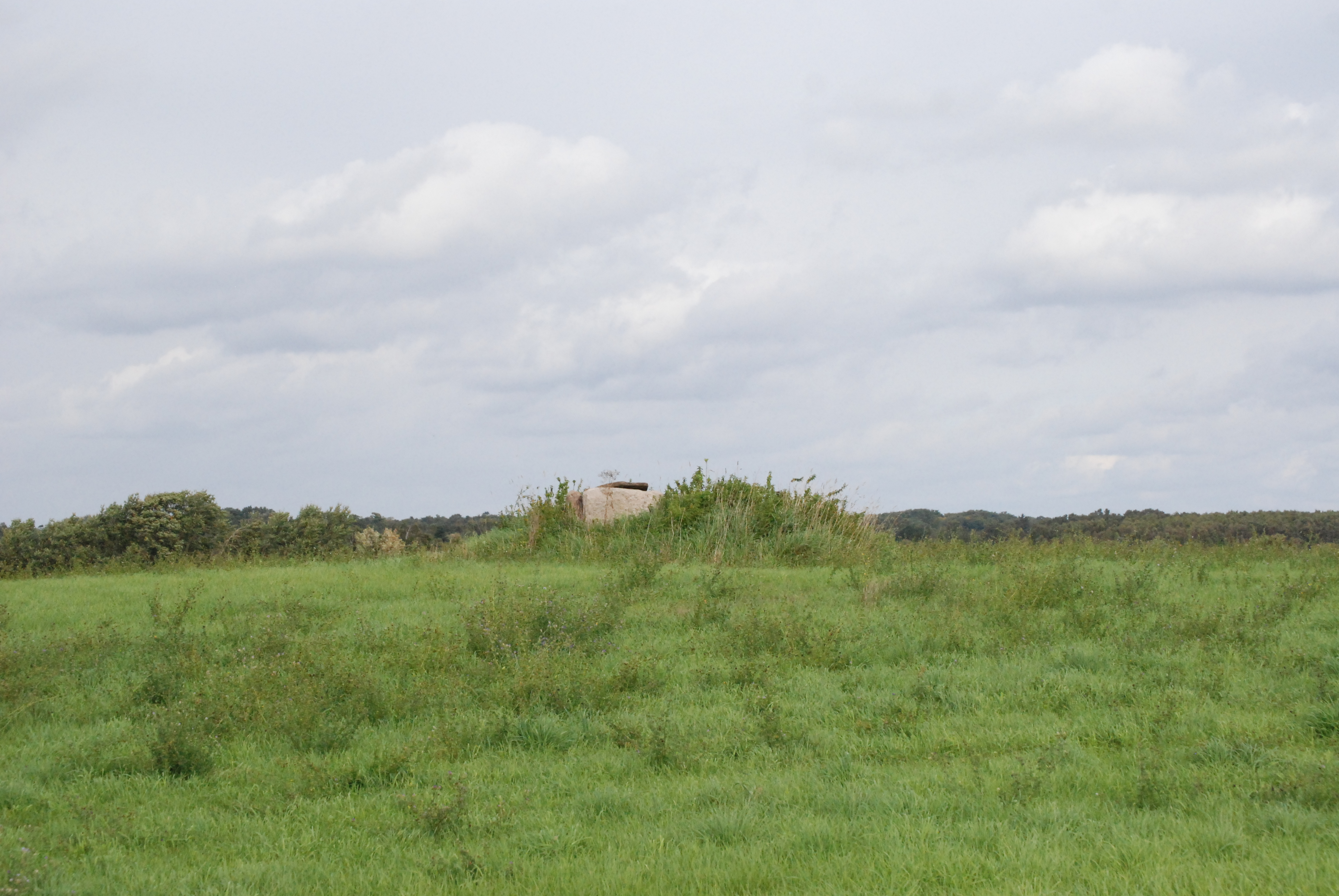
Slagsagergaards
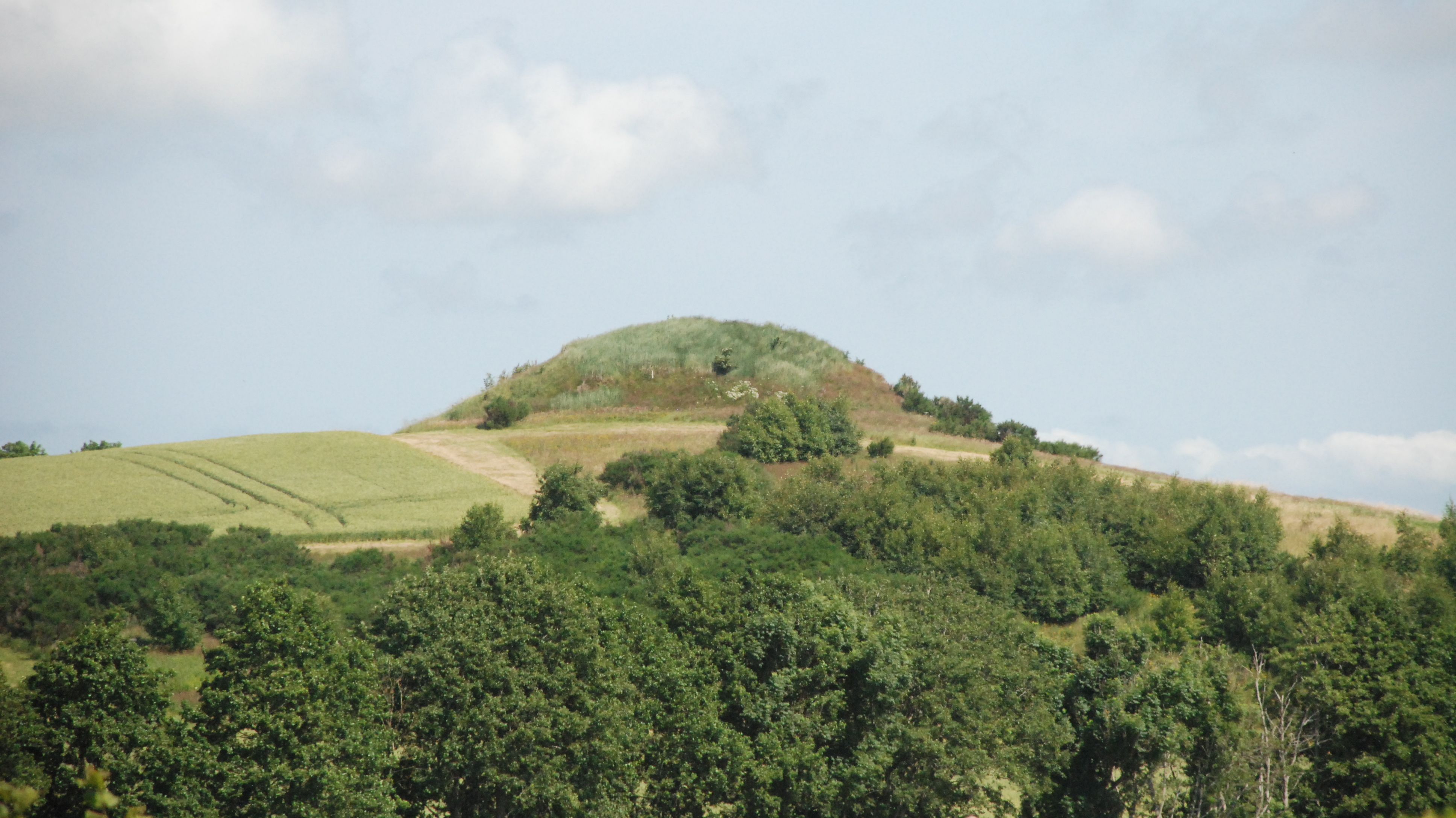
Ludshøj
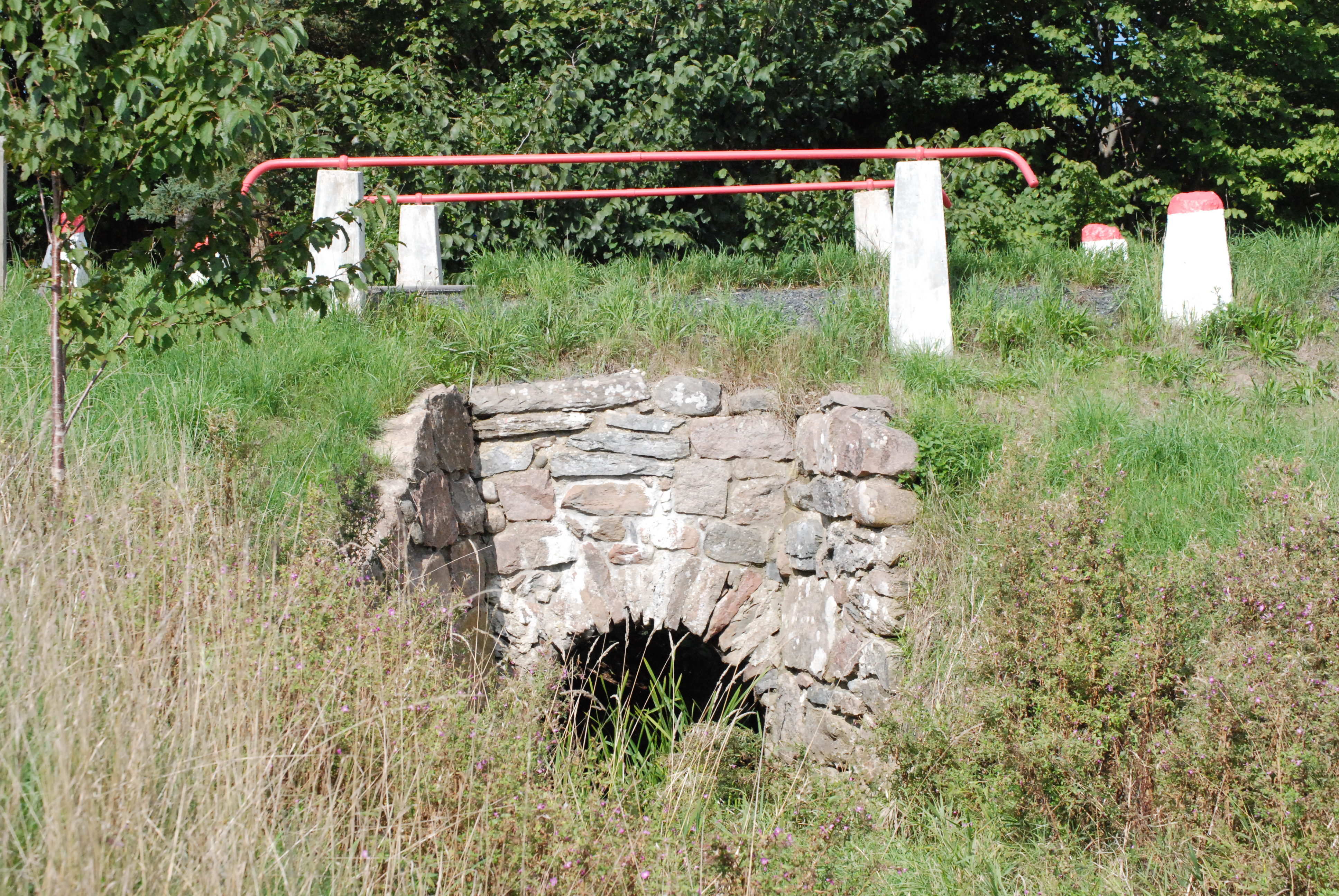
Unnerup Bro in Kolsbæk
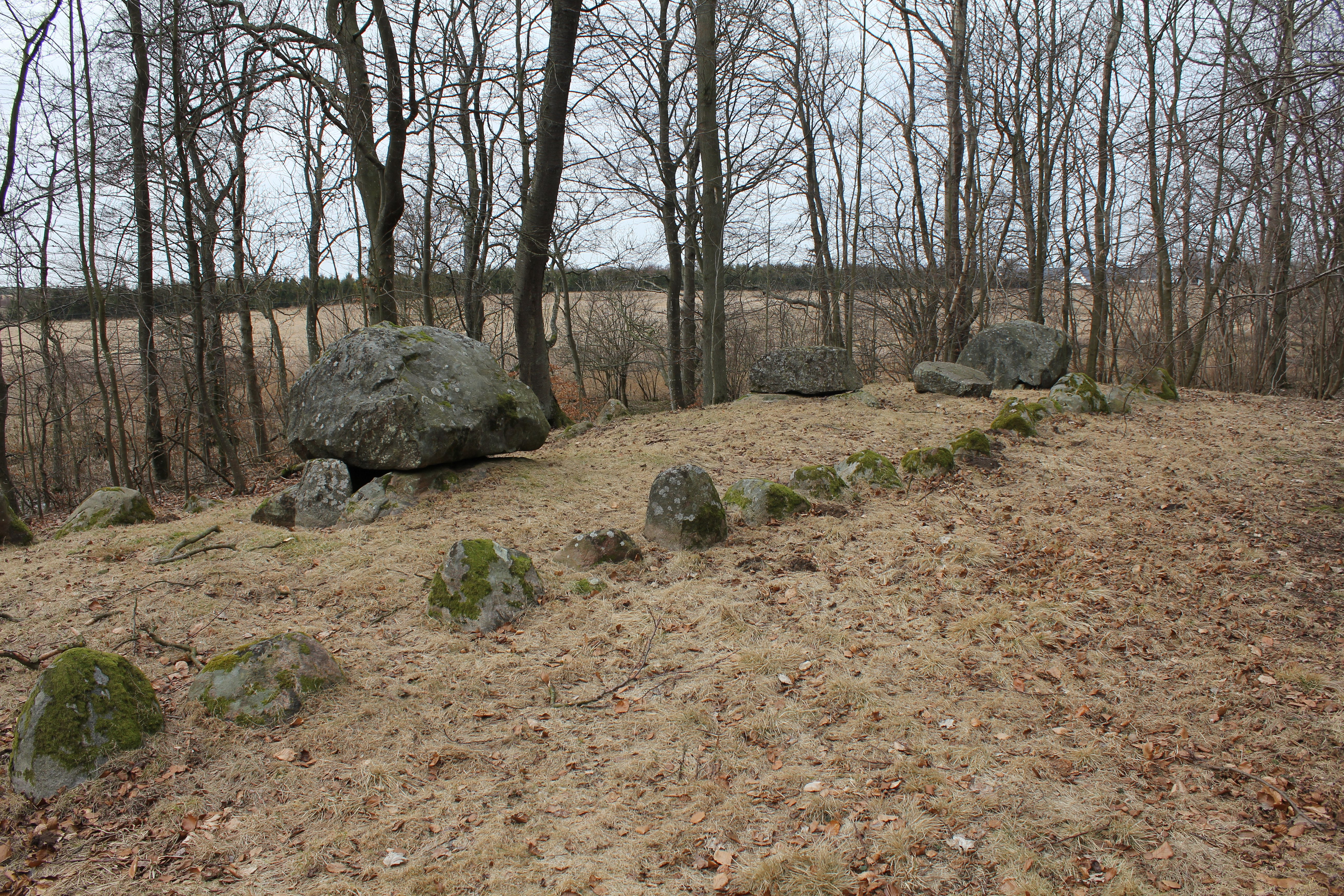
Valby Hegn Langdysse

| Nr. | Kirchspiel       | Einwohner | Ortschaft                                                                                       | Einwohner                                                   |
| --- | ---------------- | --------- | ----------------------------------------------------------------------------------------------- | ----------------------------------------------------------- |
|     | Annisse Sogn     | 2.348     | Annisse Annisse Nord                                                                            | 308 1.557                                                   |
|     | Blistrup Sogn    | 4.331     | Blistrup Rågeleje Smidstrup Udsholt Strand                                                      | 1.180 701 1.162 1.012                                       |
|     | Esbønderup Sogn  | 2.250     | Dronningmølle Esbønderup Esbønderup Kohave Esrum Hornbæk-Dronningmølle (Teil mehrerer Kommunen) | 1. Januar 2009: 0.848 1.295 1. Januar 2009: 0.285 517 1.617 |
|     | Gilleleje Sogn   | 6.823     | Gilleleje                                                                                       | 6.778                                                       |
|     | Græsted Sogn     | 4.965     | Græsted Strand Esbønderup                                                                       | 3.581 270                                                   |
|     | Helsinge Sogn    | 8.911     | Helsinge                                                                                        | 8.906                                                       |
|     | Mårum Sogn       | 1.063     | Kagerup Mårum                                                                                   | 403 235                                                     |
|     | Ramløse Sogn     | 3.035     | Ramløse Skærød                                                                                  | 1.583 1. Januar 2010: 0.642                                 |
|     | Søborg Sogn      | 1.473     | Munkerup Søborg                                                                                 | 1. Januar 2009: 0.791 236                                   |
|     | Tibirke Sogn     | 1.807     | Tisvilde                                                                                        | 1.412                                                       |
|     | Valby Sogn       | 583       |                                                                                                 |                                                             |
|     | Vejby Sogn       | 2.778     | Holløse Holløselund Vejby Vejby Strand Ørby                                                     | 335 360 1.069 356 304                                       |
|     | Villingerød Sogn | 1.072     |                                                                                                 |                                                             |

1. 1 2 3  Die Ortschaften Dronningmølle und Munkerup werden seit dem 1. Januar 2010 durch die Ausweitung ihres Besiedlungsgebietes statistisch zum Besiedlungsgebiet Hornbæk-Dronningmølle gezählt, wobei Hornbæk zum gleichnamigen Sogn in der Helsingør Kommune gehört, das zusammengewachsene Siedlungsgebiet also Bestandteil zweier Kommunen ist.
2. 1 2  Der Vorort Esbønderup Kohave gehört seit 2010 statistisch zur Ortschaft Esbønderup.
3. 1 2  Skærød wird seit 2011 als Teil von Helsinge betrachtet.